# Kaminoyama
Kaminoyama (上山市; -shi, que significa, literalmente, montanha de cima) é uma cidade japonesa localizada na província de Yamagata.
Em 2003, a cidade tinha uma população estimada em 36 712 habitantes e uma densidade populacional de 152,36 h/km². Tem uma área total de 240,95 km².
Recebeu o estatuto de cidade a 1 de Outubro de 1954.

## Cidades-irmãs
- Takayama, Japão
- Natori, Japão
- Donaueschingen, Alemanha